# Fissidens cambewarrae
Fissidens cambewarrae är en bladmossart som beskrevs av Hugh Neville Dixon 1941. Fissidens cambewarrae ingår i släktet fickmossor, och familjen Fissidentaceae. Inga underarter finns listade i Catalogue of Life.